# Benz 6/18 PS
Der Benz 6/18 PS erschien nach Ende des Ersten Weltkrieges als kleinstes Benz-Modell. 1921 wurde er durch das wesentlich stärkere Sportmodell Benz 6/45 PS ersetzt.

## 6/18 PS (1918–1921)
Der Wagen war mit einem Vierzylinder-Reihenmotor mit 1570 cm³ Hubraum ausgestattet, der 18 PS (13,2 kW) bei 2100/min. entwickelte. Die obenliegende Nockenwelle wurde von einer Königswelle angetrieben. Die Motorkraft wurde über eine Lederkonuskupplung an ein Drei- oder Vierganggetriebe weitergeleitet und von dort über eine Kardanwelle an die Hinterräder. Die Höchstgeschwindigkeit des Wagens lag bei 85 km/h. Die Fahrzeuge galten als nicht sehr zuverlässig.
Das mit blattgefederten Holz- oder Drahtspeichenrädern und Luftreifen ausgestattete Fahrzeug war als zwei- oder dreisitziger, offener Wagen erhältlich. Beim Dreisitzer lag der einzelne Rücksitz über der Hinterachse.

## 6/45 PS (1921–1923)
1921 erschien ein Sportmodell, dessen Motorleistung bei gleichem Hubraum auf 45 PS (33 kW) bei 3200/min erhöht worden war. Diese Wagen erreichten eine Höchstgeschwindigkeit von 115 km/h.